# Rhinocricus anomalus
Rhinocricus anomalus är en mångfotingart som beskrevs av Filippo Silvestri 1897. Rhinocricus anomalus ingår i släktet Rhinocricus och familjen Rhinocricidae. Inga underarter finns listade i Catalogue of Life.